# 2018-as labdarúgó-világbajnokság-selejtező (UEFA)
A 2018-as labdarúgó-világbajnokság európai selejtező mérkőzéseit 2016-ban és 2017-ben játsszák le. Összesen 54 európai válogatott vesz részt a selejtezőn, ebből 13 válogatott jut ki a világbajnokságra. A világbajnokság rendezője, Oroszország nem vesz részt a selejtezőben.

## Lebonyolítás
A lebonyolítást a 2015. március 22–23-i bécsi ülésén hagyta jóvá az UEFA.
Sorsolással hét hatcsapatos és két ötcsapatos csoportot képeztek. 2016. május 13-án Gibraltár és Koszovó is a FIFA tagja lett, emiatt utólag a csoportokat kibővítették, így kilenc, hatcsapatos csoport képezi a selejtezőt. A sorozat végén a kilenc csoportelső automatikusan kijut a világbajnokságra, míg a nyolc legjobb csoportmásodik között oda-visszavágós pótselejtezőt játszanak. A kilencedik csoportmásodik kiesik. A pótselejtezők győztesei jutnak még ki a világbajnokságra.

## Naptár
A selejtezők 2016 szeptemberében kezdődnek, és 2017 novemberében érnek véget.
| Forduló                   | Játéknap     | Dátum                               |
| ------------------------- | ------------ | ----------------------------------- |
| Első forduló (Csoportkör) | 1. játéknap  | 2016. szeptember 4–6.               |
| Első forduló (Csoportkör) | 2. játéknap  | 2016. október 6–8.                  |
| Első forduló (Csoportkör) | 3. játéknap  | 2016. október 9–11.                 |
| Első forduló (Csoportkör) | 4. játéknap  | 2016. november 11–13.               |
| Első forduló (Csoportkör) | 5. játéknap  | 2017. március 24–26.                |
| Első forduló (Csoportkör) | 6. játéknap  | 2017. június 9–11.                  |
| Első forduló (Csoportkör) | 7. játéknap  | 2017. augusztus 31. – szeptember 2. |
| Első forduló (Csoportkör) | 8. játéknap  | 2017. szeptember 3–5.               |
| Első forduló (Csoportkör) | 9. játéknap  | 2017. október 5–7.                  |
| Első forduló (Csoportkör) | 10. játéknap | 2017. október 8–10.                 |

| Forduló                        | Játéknap    | Dátum                 |
| ------------------------------ | ----------- | --------------------- |
| Második forduló (Pótselejtező) | 1. mérkőzés | 2017. november 9–11.  |
| Második forduló (Pótselejtező) | 2. mérkőzés | 2017. november 12–14. |

A selejtezők menetrendjét az UEFA határozza meg:
- A mérkőzések csütörtőktől keddig lesznek.
- A kezdési időpontjai közép-európai idő szerint szombaton és vasárnap 18:00 és 20:45, csütörtökön, pénteken, hétfőn és kedden 20:45.
- Egy héten belül az azonos csapatok csütörtökön és vasárnap, pénteken és hétfőn, illetve szombaton és kedden játszanak.
- Az azonos csoportok mérkőzéseit azonos napokon játsszák.

A pontos menetrendet 2015. július 26-án tették közzé.

## Első forduló
A vb-rendező Oroszországon kívül mind az 54 európai FIFA-tagállam részt vesz a selejtezőben. Gibraltár 2013 óta UEFA-tagállam, azonban a FIFA-nak nem tagja. A FIFA 2014 szeptemberében elutasította a tagfelvételi kérelmüket. Gibraltár a döntés miatt a Nemzetközi Sportdöntőbírósághoz fordult. Gibraltár és Koszovó 2016. május 13-án lett FIFA-tag. Ezt követően június 9-én Koszovót az I, Gibraltárt a H csoportba sorolták be. Koszovó nem kerülhetett Bosznia-Hercegovina csoportjába biztonsági okok miatt.

### Kiemelés
A sorsolást 2015. július 25-én, helyi idő szerint 18 órától tartották Szentpéterváron.
A kiemelést a 2015 júliusi FIFA-világranglista alapján határozták meg.
- Az 1. kalapba az 1–9. helyezett csapatok kerültek
- A 2. kalapba a 10–18. helyezett csapatok kerültek
- A 3. kalapba a 19–27. helyezett csapatok kerültek
- A 4. kalapba a 28–36. helyezett csapatok kerültek
- Az 5. kalapba a 37–45. helyezett csapatok kerültek
- A 6. kalapba a 46–52. helyezett csapatok kerültek

Minden, a sorsolás időpontjában hatcsapatos csoportba egy-egy csapat került a kalapokból és minden csoportba egy-egy csapat kerül az első öt kalapból.
Közvetítési jogok miatt Anglia, Franciaország, Németország, Olaszország, Spanyolország és Hollandia hatcsapatos csoportba került. Azonos csoportba is kerülhettek, ha különböző kalapokban vannak.
Politikai okok miatt Örményország és Azerbajdzsán nem kerülhetett azonos csoportba (a két csapat azonos kalapban van, így ez nem is fordulhat elő).
A kalapok a következők (zárójelben a 2015 júliusi FIFA-világranglista-helyezés):
| 1. kalap | 2. kalap | 3. kalap |
| --- | --- | --- |
| - Németország (2.) - Belgium (3.) - Hollandia (5.) - Portugália (7.) - Románia (8.) - Anglia (9.) - Wales (10.) - Spanyolország (12.) - Horvátország (14.)   | - Szlovákia (15.) - Ausztria (15.) - Olaszország (17.) - Svájc (18.) - Csehország (20.) - Franciaország (22.) - Izland (23.) - Dánia (24.) - Bosznia-Hercegovina (26.)          | - Ukrajna (27.) - Skócia (29.) - Lengyelország (30.) - Magyarország (31.) - Svédország (33.) - Albánia (36.) - Észak-Írország (37.) - Szerbia (43.) - Görögország (44.) |
| 4. kalap | 5. kalap | 6. kalap |
| - Törökország (48.) - Szlovénia (49.) - Izrael (51.) - Írország (52.) - Norvégia (67.) - Bulgária (68.) - Feröer (74.) - Montenegró (81.) - Észtország (82.) | - Ciprus (85.) - Lettország (87.) - Örményország (89.) - Finnország (90.) - Fehéroroszország (100.) - Macedónia (105.) - Azerbajdzsán (108.) - Litvánia (110.) - Moldova (124.) | - Kazahsztán (142.) - Luxemburg (146.) - Liechtenstein (147.) - Grúzia (153.) - Málta (158.) - San Marino (192.) - Andorra (202.)                                       |

### Csoportok

#### A csoport
| Hely. | Csapat           | M  | Gy | D | V | G+ | G– | Gk  | P  | Továbbjutás                         |     | Franciaország | Svédország | Hollandia | Bulgária | Luxemburg | Fehéroroszország |
| ----- | ---------------- | -- | -- | - | - | -- | -- | --- | -- | ----------------------------------- | --- | ------------- | ---------- | --------- | -------- | --------- | ---------------- |
| 1.    | Franciaország    | 10 | 7  | 2 | 1 | 18 | 6  | +12 | 23 | Kijutott a 2018-as világbajnokságra |     | —             | 2–1        | 4–0       | 4–1      | 0–0       | 2–1              |
| 2.    | Svédország       | 10 | 6  | 1 | 3 | 26 | 9  | +17 | 19 | Pótselejtező                        |     | 2–1           | —          | 1–1       | 3–0      | 8–0       | 4–0              |
| 3.    | Hollandia        | 10 | 6  | 1 | 3 | 21 | 12 | +9  | 19 |                                     |     | 0–1           | 2–0        | —         | 3–1      | 5–0       | 4–1              |
| 4.    | Bulgária         | 10 | 4  | 1 | 5 | 14 | 19 | −5  | 13 |                                     | 0–1 | 3–2           | 2–0        | —         | 4–3      | 1–0       |                  |
| 5.    | Luxemburg        | 10 | 1  | 3 | 6 | 8  | 26 | −18 | 6  |                                     | 1–3 | 0–1           | 1–3        | 1–1       | —        | 1–0       |                  |
| 6.    | Fehéroroszország | 10 | 1  | 2 | 7 | 6  | 21 | −15 | 5  |                                     | 0–0 | 0–4           | 1–3        | 2–1       | 1–1      | —         |                  |

#### B csoport
| Hely. | Csapat       | M  | Gy | D | V | G+ | G– | Gk  | P  | Továbbjutás                         |     | Portugália | Svájc | Magyarország | Feröer | Lettország | Andorra |
| ----- | ------------ | -- | -- | - | - | -- | -- | --- | -- | ----------------------------------- | --- | ---------- | ----- | ------------ | ------ | ---------- | ------- |
| 1.    | Portugália   | 10 | 9  | 0 | 1 | 32 | 4  | +28 | 27 | Kijutott a 2018-as világbajnokságra |     | —          | 2–0   | 3–0          | 5–1    | 4–1        | 6–0     |
| 2.    | Svájc        | 10 | 9  | 0 | 1 | 23 | 7  | +16 | 27 | Pótselejtező                        |     | 2–0        | —     | 5–2          | 2–0    | 1–0        | 3–0     |
| 3.    | Magyarország | 10 | 4  | 1 | 5 | 14 | 14 | 0   | 13 |                                     |     | 0–1        | 2–3   | —            | 1–0    | 3–1        | 4–0     |
| 4.    | Feröer       | 10 | 2  | 3 | 5 | 4  | 16 | −12 | 9  |                                     | 0–6 | 0–2        | 0–0   | —            | 0–0    | 1–0        |         |
| 5.    | Lettország   | 10 | 2  | 1 | 7 | 7  | 18 | −11 | 7  |                                     | 0–3 | 0–3        | 0–2   | 0–2          | —      | 4–0        |         |
| 6.    | Andorra      | 10 | 1  | 1 | 8 | 2  | 23 | −21 | 4  |                                     | 0–2 | 1–2        | 1–0   | 0–0          | 0–1    | —          |         |

#### C csoport
| Hely. | Csapat         | M  | Gy | D | V  | G+ | G– | Gk  | P  | Továbbjutás                         |     | Németország | Észak-Írország | Csehország | Norvégia | Azerbajdzsán | San Marino |
| ----- | -------------- | -- | -- | - | -- | -- | -- | --- | -- | ----------------------------------- | --- | ----------- | -------------- | ---------- | -------- | ------------ | ---------- |
| 1.    | Németország    | 10 | 10 | 0 | 0  | 43 | 4  | +39 | 30 | Kijutott a 2018-as világbajnokságra |     | —           | 2–0            | 3–0        | 6–0      | 5–1          | 7–0        |
| 2.    | Észak-Írország | 10 | 6  | 1 | 3  | 17 | 6  | +11 | 19 | Pótselejtező                        |     | 1–3         | —              | 2–0        | 2–0      | 4–0          | 4–0        |
| 3.    | Csehország     | 10 | 4  | 3 | 3  | 17 | 10 | +7  | 15 |                                     |     | 1–2         | 0–0            | —          | 2–1      | 0–0          | 5–0        |
| 4.    | Norvégia       | 10 | 4  | 1 | 5  | 17 | 16 | +1  | 13 |                                     | 0–3 | 1–0         | 1–1            | —          | 2–0      | 4–1          |            |
| 5.    | Azerbajdzsán   | 10 | 3  | 1 | 6  | 10 | 19 | −9  | 10 |                                     | 1–4 | 0–1         | 1–2            | 1–0        | —        | 5–1          |            |
| 6.    | San Marino     | 10 | 0  | 0 | 10 | 2  | 51 | −49 | 0  |                                     | 0–8 | 0–3         | 0–6            | 0–8        | 0–1      | —            |            |

#### D csoport
| Hely. | Csapat   | M  | Gy | D | V | G+ | G– | Gk  | P  | Továbbjutás                         |     | Szerbia | Írország | Wales | Ausztria | Grúzia | Moldova |
| ----- | -------- | -- | -- | - | - | -- | -- | --- | -- | ----------------------------------- | --- | ------- | -------- | ----- | -------- | ------ | ------- |
| 1.    | Szerbia  | 10 | 6  | 3 | 1 | 20 | 10 | +10 | 21 | Kijutott a 2018-as világbajnokságra |     | —       | 2–2      | 1–1   | 3–2      | 1–0    | 3–0     |
| 2.    | Írország | 10 | 5  | 4 | 1 | 12 | 6  | +6  | 19 | Pótselejtező                        |     | 0–1     | —        | 0–0   | 1–1      | 1–0    | 2–0     |
| 3.    | Wales    | 10 | 4  | 5 | 1 | 13 | 6  | +7  | 17 |                                     |     | 1–1     | 0–1      | —     | 1–0      | 1–1    | 4–0     |
| 4.    | Ausztria | 10 | 4  | 3 | 3 | 14 | 12 | +2  | 15 |                                     | 3–2 | 0–1     | 2–2      | —     | 1–1      | 2–0    |         |
| 5.    | Grúzia   | 10 | 0  | 5 | 5 | 8  | 14 | −6  | 5  |                                     | 1–3 | 1–1     | 0–1      | 1–2   | —        | 1–1    |         |
| 6.    | Moldova  | 10 | 0  | 2 | 8 | 4  | 23 | −19 | 2  |                                     | 0–3 | 1–3     | 0–2      | 0–1   | 2–2      | —      |         |

#### E csoport
| Hely. | Csapat        | M  | Gy | D | V | G+ | G– | Gk  | P  | Továbbjutás                         |     | Lengyelország | Dánia | Montenegró | Románia | Örményország | Kazahsztán |
| ----- | ------------- | -- | -- | - | - | -- | -- | --- | -- | ----------------------------------- | --- | ------------- | ----- | ---------- | ------- | ------------ | ---------- |
| 1.    | Lengyelország | 10 | 8  | 1 | 1 | 28 | 14 | +14 | 25 | Kijutott a 2018-as világbajnokságra |     | —             | 3–2   | 4–2        | 3–1     | 2–1          | 3–0        |
| 2.    | Dánia         | 10 | 6  | 2 | 2 | 20 | 8  | +12 | 20 | Pótselejtező                        |     | 4–0           | —     | 0–1        | 1–1     | 1–0          | 4–1        |
| 3.    | Montenegró    | 10 | 5  | 1 | 4 | 20 | 12 | +8  | 16 |                                     |     | 1–2           | 0–1   | —          | 1–0     | 4–1          | 5–0        |
| 4.    | Románia       | 10 | 3  | 4 | 3 | 12 | 10 | +2  | 13 |                                     | 0–3 | 0–0           | 1–1   | —          | 1–0     | 3–1          |            |
| 5.    | Örményország  | 10 | 2  | 1 | 7 | 10 | 26 | −16 | 7  |                                     | 1–6 | 1–4           | 3–2   | 0–5        | —       | 2–0          |            |
| 6.    | Kazahsztán    | 10 | 0  | 3 | 7 | 6  | 26 | −20 | 3  |                                     | 2–2 | 1–3           | 0–3   | 0–0        | 1–1     | —            |            |

#### F csoport
| Hely. | Csapat    | M  | Gy | D | V | G+ | G– | Gk  | P  | Továbbjutás                         |     | Anglia | Szlovákia | Skócia | Szlovénia | Litvánia | Málta |
| ----- | --------- | -- | -- | - | - | -- | -- | --- | -- | ----------------------------------- | --- | ------ | --------- | ------ | --------- | -------- | ----- |
| 1.    | Anglia    | 10 | 8  | 2 | 0 | 18 | 3  | +15 | 26 | Kijutott a 2018-as világbajnokságra |     | —      | 2–1       | 3–0    | 1–0       | 2–0      | 2–0   |
| 2.    | Szlovákia | 10 | 6  | 0 | 4 | 17 | 7  | +10 | 18 |                                     |     | 0–1    | —         | 3–0    | 1–0       | 4–0      | 3–0   |
| 3.    | Skócia    | 10 | 5  | 3 | 2 | 17 | 12 | +5  | 18 |                                     | 2–2 | 1–0    | —         | 1–0    | 1–1       | 2–0      |       |
| 4.    | Szlovénia | 10 | 4  | 3 | 3 | 12 | 7  | +5  | 15 |                                     | 0–0 | 1–0    | 2–2       | —      | 4–0       | 2–0      |       |
| 5.    | Litvánia  | 10 | 1  | 3 | 6 | 7  | 20 | −13 | 6  |                                     | 0–1 | 1–2    | 0–3       | 2–2    | —         | 2–0      |       |
| 6.    | Málta     | 10 | 0  | 1 | 9 | 3  | 25 | −22 | 1  |                                     | 0–4 | 1–3    | 1–5       | 0–1    | 1–1       | —        |       |

#### G csoport
| Hely. | Csapat        | M  | Gy | D | V  | G+ | G– | Gk  | P  | Továbbjutás                         |     | Spanyolország | Olaszország | Albánia | Izrael | Észak-Macedónia | Liechtenstein |
| ----- | ------------- | -- | -- | - | -- | -- | -- | --- | -- | ----------------------------------- | --- | ------------- | ----------- | ------- | ------ | --------------- | ------------- |
| 1.    | Spanyolország | 10 | 9  | 1 | 0  | 36 | 3  | +33 | 28 | Kijutott a 2018-as világbajnokságra |     | —             | 3–0         | 3–0     | 4–1    | 4–0             | 8–0           |
| 2.    | Olaszország   | 10 | 7  | 2 | 1  | 21 | 8  | +13 | 23 | Pótselejtező                        |     | 1–1           | —           | 2–0     | 1–0    | 1–1             | 5–0           |
| 3.    | Albánia       | 10 | 4  | 1 | 5  | 10 | 13 | −3  | 13 |                                     |     | 0–2           | 0–1         | —       | 0–3    | 2–1             | 2–0           |
| 4.    | Izrael        | 10 | 4  | 0 | 6  | 10 | 15 | −5  | 12 |                                     | 0–1 | 1–3           | 0–3         | —       | 0–1    | 2–1             |               |
| 5.    | Macedónia     | 10 | 3  | 2 | 5  | 15 | 15 | 0   | 11 |                                     | 1–2 | 2–3           | 1–1         | 1–2     | —      | 4–0             |               |
| 6.    | Liechtenstein | 10 | 0  | 0 | 10 | 1  | 39 | −38 | 0  |                                     | 0–8 | 0–4           | 0–2         | 0–1     | 0–3    | —               |               |

#### H csoport
| Hely. | Csapat              | M  | Gy | D | V  | G+ | G– | Gk  | P  | Továbbjutás                         |     | Belgium | Görögország | Bosznia-Hercegovina | Észtország | Ciprusi Köztársaság | Gibraltár (brit tengerentúli terület) |
| ----- | ------------------- | -- | -- | - | -- | -- | -- | --- | -- | ----------------------------------- | --- | ------- | ----------- | ------------------- | ---------- | ------------------- | ------------------------------------- |
| 1.    | Belgium             | 10 | 9  | 1 | 0  | 43 | 6  | +37 | 28 | Kijutott a 2018-as világbajnokságra |     | —       | 1–1         | 4–0                 | 8–1        | 4–0                 | 9–0                                   |
| 2.    | Görögország         | 10 | 5  | 4 | 1  | 17 | 6  | +11 | 19 | Pótselejtező                        |     | 1–2     | —           | 1–1                 | 0–0        | 2–0                 | 4–0                                   |
| 3.    | Bosznia-Hercegovina | 10 | 5  | 2 | 3  | 24 | 13 | +11 | 17 |                                     |     | 3–4     | 0–0         | —                   | 5–0        | 2–0                 | 5–0                                   |
| 4.    | Észtország          | 10 | 3  | 2 | 5  | 13 | 19 | −6  | 11 |                                     | 0–2 | 0–2     | 1–2         | —                   | 1–0        | 4–0                 |                                       |
| 5.    | Ciprus              | 10 | 3  | 1 | 6  | 9  | 18 | −9  | 10 |                                     | 0–3 | 1–2     | 3–2         | 0–0                 | —          | 3–1                 |                                       |
| 6.    | Gibraltár           | 10 | 0  | 0 | 10 | 3  | 47 | −44 | 0  |                                     | 0–6 | 1–4     | 0–4         | 0–6                 | 1–2        | —                   |                                       |

#### I csoport
| Hely. | Csapat       | M  | Gy | D | V | G+ | G– | Gk  | P  | Továbbjutás                         |     | Izland | Horvátország | Ukrajna | Törökország | Finnország | Koszovó |
| ----- | ------------ | -- | -- | - | - | -- | -- | --- | -- | ----------------------------------- | --- | ------ | ------------ | ------- | ----------- | ---------- | ------- |
| 1.    | Izland       | 10 | 7  | 1 | 2 | 16 | 7  | +9  | 22 | Kijutott a 2018-as világbajnokságra |     | —      | 1–0          | 2–0     | 2–0         | 3–2        | 2–0     |
| 2.    | Horvátország | 10 | 6  | 2 | 2 | 15 | 4  | +11 | 20 | Pótselejtező                        |     | 2–0    | —            | 1–0     | 1–1         | 1–1        | 1–0     |
| 3.    | Ukrajna      | 10 | 5  | 2 | 3 | 13 | 9  | +4  | 17 |                                     |     | 1–1    | 0–2          | —       | 2–0         | 1–0        | 3–0     |
| 4.    | Törökország  | 10 | 4  | 3 | 3 | 14 | 13 | +1  | 15 |                                     | 0–3 | 1–0    | 2–2          | —       | 2–0         | 2–0        |         |
| 5.    | Finnország   | 10 | 2  | 3 | 5 | 9  | 13 | −4  | 9  |                                     | 1–0 | 0–1    | 1–2          | 2–2     | —           | 1–1        |         |
| 6.    | Koszovó      | 10 | 0  | 1 | 9 | 3  | 24 | −21 | 1  |                                     | 1–2 | 0–6    | 0–2          | 1–4     | 0–1         | —          |         |

## Második forduló
A második fordulóba az első forduló nyolc legjobb csoportmásodikja került. A kilencedik csapat kiesett.

### Csoportmásodikok sorrendje
A csoportokban a hatodik helyezett csapat elleni eredményeket nem kell figyelembe venni a rangsorolásnál. A csoportmásodikok sorrendjét a következők szerint kellett meghatározni:
1. több szerzett pont
2. jobb gólkülönbség
3. több szerzett gól
4. több idegenben szerzett gól
5. jobb UEFA-együttható
6. jobb fair play pontszám
7. sorsolás

| Hely. | Cs | Csapat         | M | Gy | D | V | G+ | G– | Gk  | P  | Továbbjutás             |
| ----- | -- | -------------- | - | -- | - | - | -- | -- | --- | -- | ----------------------- |
| 1.    | B  | Svájc          | 8 | 7  | 0 | 1 | 18 | 6  | +12 | 21 | Pótselejtezőt játszott. |
| 2.    | G  | Olaszország    | 8 | 5  | 2 | 1 | 12 | 8  | +4  | 17 | Pótselejtezőt játszott. |
| 3.    | E  | Dánia          | 8 | 4  | 2 | 2 | 13 | 6  | +7  | 14 | Pótselejtezőt játszott. |
| 4.    | I  | Horvátország   | 8 | 4  | 2 | 2 | 8  | 4  | +4  | 14 | Pótselejtezőt játszott. |
| 5.    | A  | Svédország     | 8 | 4  | 1 | 3 | 18 | 9  | +9  | 13 | Pótselejtezőt játszott. |
| 6.    | C  | Észak-Írország | 8 | 4  | 1 | 3 | 10 | 6  | +4  | 13 | Pótselejtezőt játszott. |
| 7.    | H  | Görögország    | 8 | 3  | 4 | 1 | 9  | 5  | +4  | 13 | Pótselejtezőt játszott. |
| 8.    | D  | Írország       | 8 | 3  | 4 | 1 | 7  | 5  | +2  | 13 | Pótselejtezőt játszott. |
| 9.    | F  | Szlovákia      | 8 | 4  | 0 | 4 | 11 | 6  | +5  | 12 |                         |

### Kiemelés és sorsolás
A pótselejtezők párosítását 2017. október 17-én, 14 órakor (UTC+2) sorsolták a FIFA székházában, Zürichben. A kiemeléshez a 2017. október 16-án kiadott FIFA-világranglistát vették alapul. A rangsorban az első négy csapat volt a kiemelt (1. kalap), a másik négy a nem kiemelt (2. kalap). A sorsolás során a kiemelt csapatokat egy nem kiemelttel párosították. A sorsolás sorrendje döntött a pályaválasztói jogról, azaz amelyiket előbb sorsolták, az a csapat játszott először hazai pályán.
| 1. kalap                                                             | 2. kalap                                                                       |
| -------------------------------------------------------------------- | ------------------------------------------------------------------------------ |
| - Svájc (11.) - Olaszország (15.) - Horvátország (18.) - Dánia (19.) | - Észak-Írország (23.) - Svédország (25.) - Írország (26.) - Görögország (47.) |

### Párosítások
Négy párosítást sorsoltak, a csapatok oda-visszavágós rendszerben mérkőztek meg. A párosítások győztesei kijutottak a 2018-as labdarúgó-világbajnokságra. A mérkőzéseket 2017. november 9–11., valamint november 12–14. között játszották le.
| 1. csapat      | Össz.Tooltip Aggregate score | 2. csapat   | 1. mérk. | 2. mérk. |
| -------------- | ---------------------------- | ----------- | -------- | -------- |
| Észak-Írország | 0–1                          | Svájc       | 0–1      | 0–0      |
| Horvátország   | 4–1                          | Görögország | 4–1      | 0–0      |
| Dánia          | 5–1                          | Írország    | 0–0      | 5–1      |
| Svédország     | 1–0                          | Olaszország | 1–0      | 0–0      |